# الشريدة (فلم)
الشريدة هو فيلم دراما مصري من إخراج أشرف فهمي وبطولة نجلاء فتحي، محمود ياسين، نبيلة عبيد، صلاح نظمي، إنعام سالوسة وإيمان.

## نبذه
ليلى محامية ناجحة، تتزوج من المقاول الأمي الثري فتحي، حيث تختلف ثقافة كل منهما، فهو جاهل وهى متعلمة، ورغم أنها من أسرة فقيرة، إلا أنها تشعر بأن وضعها الثقافي يجعلها تتعالى عليه، تضيق بحياتها معه وتنصرف عنه، يتعرّف فتحي على سيدة سيئة السمعة تُدعى سوسن وتعلم ليلى بعلاقتهما فتطلب الطلاق وتحصل عليه.

## طاقم العمل
- نجلاء فتحي بدور ليلى
- محمود ياسين بدور فتحي
- نبيلة عبيد بدور سوسن
- صلاح نظمي بدور رفعت
- إنعام سالوسة بدور دولت
- إيمان بدور سهام

## وصلات خارجية
- مقالات تستعمل روابط فنية بلا صلة مع ويكي بيانات